# Ustica - Una spina nel cuore
Ustica - Una spina nel cuore è un film del 2009 diretto da Romano Scavolini.
Nonostante sia stato prodotto tra il 2000 e il 2001 dall'italiana Ivatt Industries, il film è stato distribuito in Italia soltanto il 24 febbraio 2009.

## Trama
Un giovane scrittore recupera la scatola nera di un aereo statunitense Phantom precipitato a Gaeta il 21 gennaio 2000.
Lo scrittore tiene nascosta la scatola nera iniziando una sua indagine personale, convinto che il Phantom americano sia collegato con il disastro di Ustica avvenuto vent'anni prima. Entrerà in contatto con un uomo in grado di svelargli la verità, in quanto facente parte dei servizi segreti di allora. Per entrambi la fine sarà tragica.